# Преображенська старообрядницька громада (Москва)
Преображенська старообрядницька громада (рос. Преображенская старообрядческая община) — монастирська громада старообрядців-безпопівців Федосіївскої згоди в Москві, біля Преображенського цвинтарю.

## Історія
Громада утворилася в 1771 році під час епідемії чуми: старообрядцям-безпопівців були віддані землі за Преображенської заставою для організації цвинтарю.. Громаду біля кладовища заснував заможній купець І. А. Ковилін. 
Успенська церква — найстаріша будівля громади, нині їй не належить, — побудована в 1784-1790 роках в псевдоготичному стилі (в 1854—1857 роках вона перебудована за проектом архітектора А. І. Вівьена). На початку XIX століття побудовані корпусу чоловічої і жіночої обителей, розділених дорогою до цвинтаря; в жіночій розташовувався богадільний будинок (нині громаді належить лише жіноча частина). У 1806 році побудована кам'яна огорожа з вежами, ворота чоловічої обителі з надбрамної п'ятиголовою Воздвиженською церквою (нині також не належить громаді). У 1811 році була зведена Хрестовоздвиженська церква на території жіночої обителі.

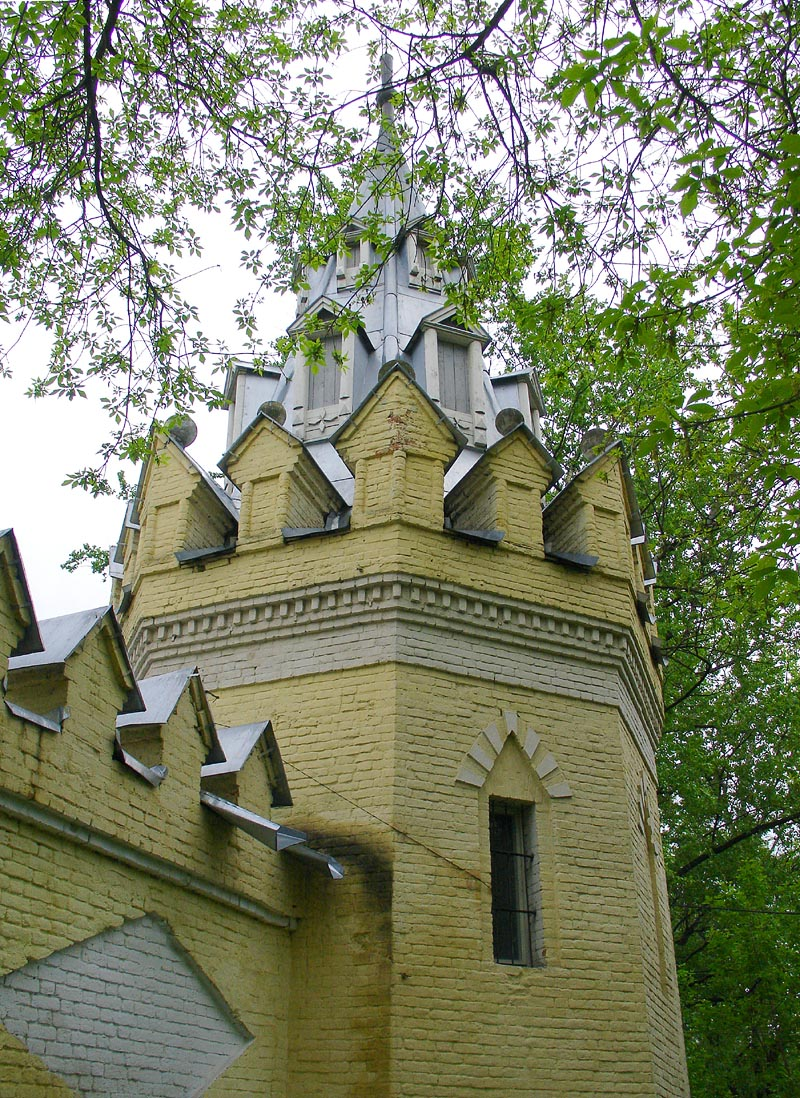
Вежа огорожі

В середині XIX століття чоловіча половина Преображенської громади з Успенської та Воздвиженської церкв були перетворені в Нікольський єдиновірний монастир. 
Після революції Преображенська громада була скасована.
В даний час в будівлях богадільного будинку і Хрестовоздвиженської церкви відроджена старообрядницька громада. Вхід на її територію закритий для сторонніх відвідувачів. 